# Amphicteis alaskensis
Amphicteis alaskensis är en ringmaskart som beskrevs av Moore 1905. Amphicteis alaskensis ingår i släktet Amphicteis och familjen Ampharetidae. Inga underarter finns listade i Catalogue of Life.